# دار الحضانة
دار الحضانة هي روضة رعاية أطفال للأطفال المتهادين والرُّضَّع الذين تُراوح أعمارهم من ثمانية أسابيع فما فوق. للاهتمام والرعاية من مقدمي الرعاية أهمية خاصة في دار الحضانة. يتلقى الأطفال والرضع في دور الحضانة الحديثة وجبات مناسبة لأعمارهم، ويشاركون في الألعاب والأنشطة التعليمية للحصول على الدعم المبكر، ويلعبون في الخارج حسب الظروف الجوية وينامون في الأوقات التي تناسبهم. يمكن عمومًا لإمهات الرضع إرضاع أطفالهن رضاعة طبيعية في سريرهم، أو إرضاعهم حليب الثدي المشفوط أو بديل حليب الثدي المجفف.